# تدی شرمن
تئودورا لوئیس شرمن (انگلیسی: Theodora Lois Sherman؛ گاهی اوقات با لوئیس شرمن (انگلیسی: Lois Sherman) شناخته می‌شود؛ نام هنری، گیل لرد (انگلیسی: Gayle Lord)؛ ۱ آوریل ۱۹۲۱ – ۱۶ ژانویهٔ ۲۰۱۹) بازیگر، نویسندهٔ تلویزیونی، و فیلم‌نامه‌نویس اهل ایالات متحده آمریکا بود که به‌خاطر کارهایش در ژانر وسترن شناخته می‌شود.
تئودورا لوئیس شرمن فرزند هری شرمن و لیلیان مازور، در مینیاپولیس، مینه‌سوتا به دنیا آمد. دوران کودکی وی به سفر در کشور گذشت، و سرانجام به یک مدرسه تکمیلی دختران در ساحل شرقی رفت. سپس به مدت چهار سال در خانهٔ نمایش پاسادنا در رشته بازیگری تحصیل کرد.
در اوایل دهه ۱۹۴۰، او وارد هالیوود شد. پدرش تهیه‌کننده موفقی بود که با فیلم‌های هوپالانگ کسیدی شناخته می‌شد. از آن پس او از نام هنری گیل لرد استفاده کرد.
تدی شرمن در نبود پدرش، برای ایفای نقش در یک فیلم هوپالانگ کسیدی تست بازیگری داد. وقتی این نقش را گرفت، پدرش اصرار کرد که از نام واقعی خود استفاده کند.
او که در چند فیلم تهیه‌شده توسط پدرش ظاهر شده‌بود به عنوان یک بازیگر محبوب بود، اما دریافت که از نوشتن لذت می‌برد. در سال ۱۹۴۶، به عنوان دستیار تدوینگر داستان در استودیوی پدرش، اینترپرایز پیکچرز، پذیرفته‌شد، و نیم دوجین فیلم وسترن و همچنین ده‌ها قسمت از مجموعه‌های تلویزیونی نوشت. او در چندین فیلمنامه با گراهام بیکر همکاری کرد.
شرمن در ۱۶ ژانویه ۲۰۱۹ در سن ۹۷ سالگی به مرگ طبیعی درگذشت.

## گزیدهٔ فیلم‌شناسی
فیلم
- ۴ نفر برای تگزاس (۱۹۶۳)
- زن شهر (۱۹۴۳)

تلویزیون
- بن کیسی (۳ قسمت؛ ۱۹۶۲–۱۹۶۶)
- ویرجینیایی (۳ قسمت؛ ۱۹۶۱–۱۹۶۲)
- جانی رینگو (۱ قسمت؛ ۱۹۶۰)